# ماريا خوسيه مارتينيز سانشيز
ماريا خوسيه مارتينيز سانشيز (بالإسبانية: María José Martínez)‏ مواليد 12 أغسطس 1982 في يكلا، مرسية، إسبانيا، هي لاعبة كرة مضرب إسبانية تلعب باليد اليسرى بدأت مسيرتها كمحترفة عام 1998. كما أنها إحدى بطلات الجراند سلام. أعلى تصنيف لها في الفردي كان المركز الـ 19 في سنة 2010. شاركت في دورة الألعاب الأولمبية الصيفية.

## الميداليات
| الميدالية | المسابقة                        |
| --------- | ------------------------------- |
| فضية      | ألعاب البحر الأبيض المتوسط 2001 |

## روابط خارجية
- ماريا خوسيه مارتينيز سانشيز على موقع رابطة محترفات التنس (الإنجليزية)
- ماريا خوسيه مارتينيز سانشيز على موقع الاتحاد الدولي لكرة المضرب (الإنجليزية)
- ماريا خوسيه مارتينيز سانشيز على موقع كأس بيلي جين كينغ (الإنجليزية)
- ماريا خوسيه مارتينيز سانشيز على موقع خلاصة التنس.كوم (الإنجليزية)
- ماريا خوسيه مارتينيز سانشيز على موقع أوليمبيديا (الإنجليزية)